# 側扁足躄魚
側扁足躄魚，為輻鰭魚綱鮟鱇目躄魚亞目臂鈎躄魚科的其中一種，分布於澳洲東南部海域，棲息體長可達4.2公分，棲息在底層水域，生活習性不明。

## 扩展阅读
維基物種上的相關：側扁足躄魚